# Luis Crisol
Luis Crisol Lafront, né le 18 juillet 1948, est un homme politique espagnol membre de Ciudadanos.

## Biographie

### Vie privée
Il est marié et père de deux filles.

### Profession
Il est gérant de chaines commerciales à Freixenet de 1984 à 2012.

### Carrière politique
Le 22 juillet 2015, il est désigné sénateur par le Parlement valencien en représentation de la communauté valencienne. Il est alors l'un des premiers parlementaires nationaux de Ciudadanos. Il est membre de la députation permanente.